# Elaine Thompson-Herah
Elaine Sandra Thompson-Herah (nacida Elaine Sandra Thompson, Kingston, 28 de junio de 1992) es una deportista jamaicana que compite en atletismo, especialista en las carreras de velocidad; pentacampeona olímpica y campeona mundial.

## Trayectoria
Participó en dos Juegos Olímpicos de Verano, obteniendo en total seis medallas, tres en Río de Janeiro 2016, oro en 100 m y 200 m y plata en 4 × 100 m, y tres de oro en Tokio 2020, en 100 m, 200 m y 4 × 100 m.
Ganó cuatro medallas en el Campeonato Mundial de Atletismo, en los años 2015 y 2022, y una medalla de bronce en el Campeonato Mundial de Atletismo en Pista Cubierta de 2016. Además, consiguió una medalla de oro en los Juegos Panamericanos de 2019, en la prueba de 100 m.
En la Liga de Diamante obtuvo numerosas victorias: dos en 2015, seis en 2016, ocho en 2017, cuatro en 2019, dos en 2020, cuatro en 2021, dos en 2022 y una en 2023.
En 2021 fue elegida Atleta del año por World Athletics y en 2022 recibió el Premio Laureus a la «Mejor deportista mundial del año». En su país fue nombrada comendadora de la Orden de la Distinción en 2021.
En junio de 2024 se lesionó durante una competición, por lo que no pudo disputar los Juegos Olímpicos de París 2024.

## Palmarés internacional
| Juegos Olímpicos                     | Juegos Olímpicos          | Juegos Olímpicos  | Juegos Olímpicos |
| Año                                  | Lugar                     | Medalla           | Prueba           |
| ------------------------------------ | ------------------------- | ----------------- | ---------------- |
| 2016                                 | Río de Janeiro (Brasil)   | Medalla de oro    | 100 m            |
| 2016                                 | Río de Janeiro (Brasil)   | Medalla de oro    | 200 m            |
| 2016                                 | Río de Janeiro (Brasil)   | Medalla de plata  | 4 × 100 m        |
| 2020                                 | Tokio (Japón)             | Medalla de oro    | 100 m            |
| 2020                                 | Tokio (Japón)             | Medalla de oro    | 200 m            |
| 2020                                 | Tokio (Japón)             | Medalla de oro    | 4 × 100 m        |
| Campeonato Mundial                   |                           |                   |                  |
| Año                                  | Lugar                     | Medalla           | Prueba           |
| 2015                                 | Pekín (China)             | Medalla de oro    | 4 × 100 m        |
| 2015                                 | Pekín (China)             | Medalla de plata  | 200 m            |
| 2022                                 | Eugene (Estados Unidos)   | Medalla de plata  | 4 × 100 m        |
| 2022                                 | Eugene (Estados Unidos)   | Medalla de bronce | 100 m            |
| Campeonato Mundial en Pista Cubierta |                           |                   |                  |
| Año                                  | Lugar                     | Medalla           | Prueba           |
| 2016                                 | Portland (Estados Unidos) | Medalla de bronce | 60 m             |
| Juegos Panamericanos                 |                           |                   |                  |
| Año                                  | Lugar                     | Medalla           | Prueba           |
| 2019                                 | Lima (Perú)               | Medalla de oro    | 100 m            |